# Wojciech Mojzesowicz

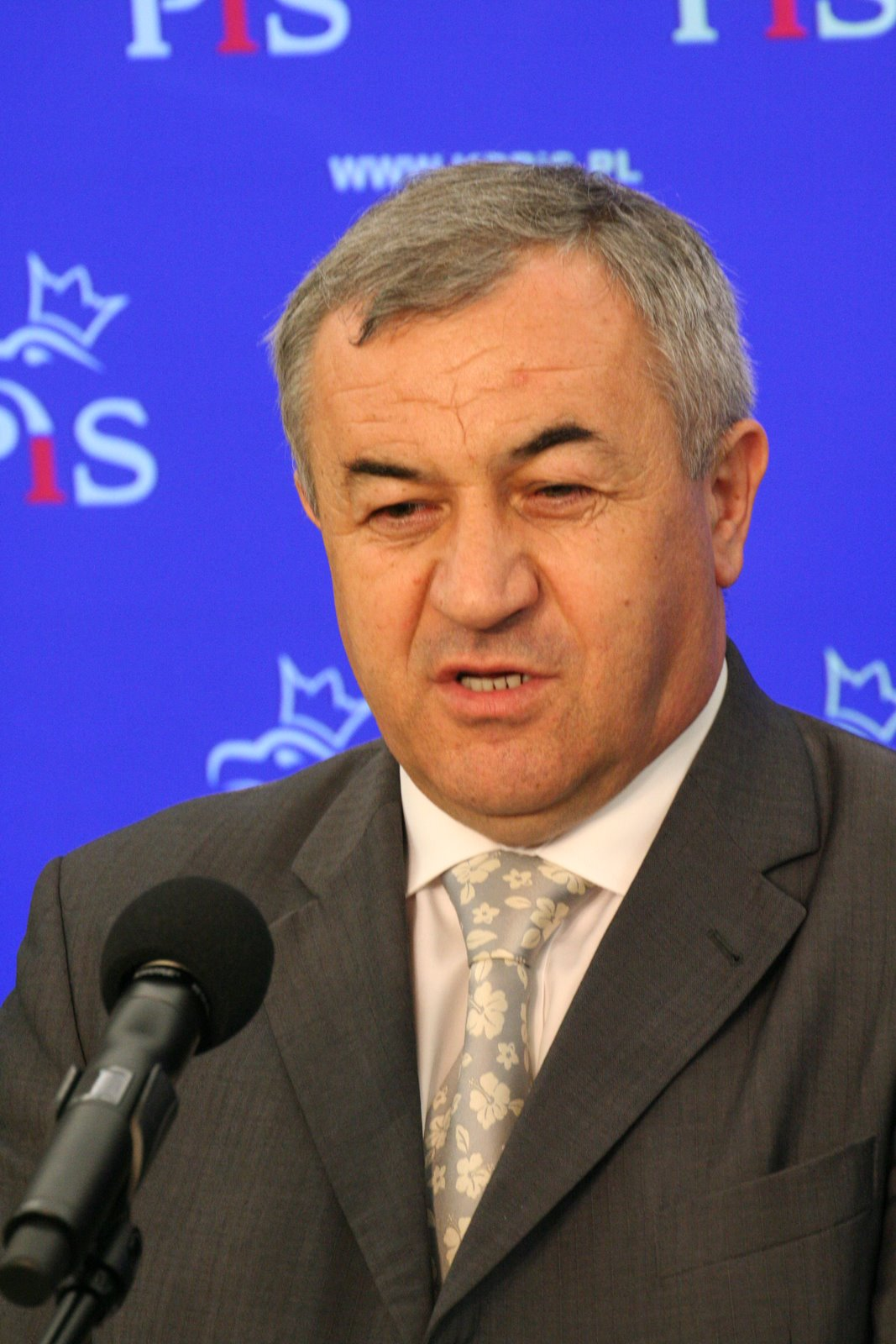
Wojciech Mojzesowicz

Wojciech Mojzesowicz (* 25. Juni 1954 in Bydgoszcz) ist ein polnischer Politiker (ZSL, PSL, Samoobrona, PBL, PiS, PJN, Polska Razem, Konfederacja) und Abgeordneter des Sejm in der X. Wahlperiode (Volksrepublik), sowie der I., IV., V. und VI. Wahlperiode (Dritte Republik), vom 9. September 2006 bis zum 23. Oktober 2006 Staatssekretär in der Kanzlei des Ministerpräsidenten, vom 31. Juli 2007 bis zum 16. November 2007 Minister für Landwirtschaft in der Regierung Jarosław Kaczyński.

## Leben und Beruf
Er entstammt einer Familie mit armenischen Wurzeln. 1974 beendete er das Staatliche Landwirtschaftstechnikum in Karolewo (dabei ging er in die gleiche Klasse wie Andrzej Lepper), er führt einen eigenen landwirtschaftlichen Betrieb in Gogolinek. Er war Vorstandsmitglied des Polnischen Bauernverbandes Związek Młodzieży Wiejskiej.

## Politische Tätigkeit
Mojzesowicz wurde 1981 örtlicher Vorsitzender des landwirtschaftlichen Zweiges der Solidarność.
Bei der Wahl zum Vertragssejm 1989 wurde er über die Liste der Zjednoczone Stronnictwo Ludowe (ZSL) zum ersten Mal in den Sejm gewählt. 1991 wurde er als Mitglied der Polskie Stronnictwo Ludowe (PSL), die aus der ZSL hervorgegangen ist, über die „Bydgoska Lista Jedności Ludowej“ (Bydgoszczer Liste für die Einheit der Volksparteien) erneut in den Sejm gewählt. Bei den Parlamentswahlen 1993 (Senat) und 1997 (Sejm) verpasste er jeweils den erneuten Einzug in das Parlament. In den Jahren 1998 bis 2001 saß er im Sejmik der Woiwodschaft Kujawien-Pommern. Im November 2000 verließ er die PSL. In der Folge trat er der Protestpartei Samoobrona bei. Über ihre Liste wurde er bei den Parlamentswahlen 2001 erneut Abgeordneter des Sejm. Während dieser IV. Wahlperiode war er Vorsitzender der Sejm-Kommission für Landwirtschaft. Nach einem Konflikt mit Andrzej Lepper verließ er die Samoobrona und trat der von ihm gegründeten Fraktion Polski Blok Ludowy (PBL) bei und gründete darüber hinaus auch eine Partei des gleichen Namens. 2005 trat er der Prawo i Sprawiedliwość (PiS) bei, über deren Liste er bei den Parlamentswahlen 2005 erneut in den Sejm gewählt wurde.
Am 9. September 2006 trat er von seiner Funktion als Vorsitzender der Sejm-Kommission für Landwirtschaft zurück und wurde von Jarosław Kaczyński zum Staatssekretär der Kanzlei des Ministerpräsidenten mit dem Aufgabengebiet Landwirtschaftspolitik ernannt. Er bekleidete dieses Amt bis zum 23. Oktober 2006. Vom 1. Juni bis 10. Juli 2007 war er unabhängiger Abgeordneter und verließ die PiS-Fraktion aus Protest gegen den Eintritt von Andrzej Lepper und der Samoobrona in die Regierungskoalition. Er kehrte in die PiS-Fraktion am 10. Juli, nach dem Rücktritt von Andrzej Lepper, zurück. 
Am 31. Juli 2007 wurde er zum Minister für Landwirtschaft ernannt. Er bekleidete dieses Amt bis zum 16. November 2007. Bei den Parlamentswahlen 2007 wurde er erneut über die Liste der PiS für den Wahlkreis Bydgoszcz mit 37.634 Stimmen zum fünften Mal Abgeordneter des Sejm. In der IV. Wahlperiode war er stellvertretender Vorsitzender der Sejm-Kommission für Landwirtschaft.
Nach mehrfachem Hin und Her trat er im November 2010 endgültig aus der PiS und schloss sich der neugegründeten Partei Polska Jest Najważniejsza (PJN) an. Dort wurde er stellvertretender Fraktionsvorsitzender.  Bei der Wahl 2011 kandidierte er nicht erneut und schied aus dem Parlament aus. 2013 beteiligte er sich an der Gründung von Polska Razem von Jarosław Gowin und wurde dort Schatzmeister. Bereits im März 2014 trat er wieder aus der Partei aus und beteiligte sich an der Reaktivierung des Polski Blok Ludowy unter der Führung von Wacław Klukowski. 2019 kandidierte er sowohl bei der Europawahl, als auch bei der Sejmwahl für die Konfederacja Wolność i Niepodległość, wurde aber jeweils nicht gewählt.

### Afera taśmowa (Band-Affäre)
Am 27. September 2006 wurde heimlich ein Gespräch zwischen Wojciech Mojzesowicz mit der damaligen Abgeordneten Renata Beger aufgezeichnet, bei dem Mojzeszowicz versuchte, ihre Unterstützung für die Regierung Jarosław Kaczyński mit dem Versprechen diverser Gegenleistungen zu erkaufen. Diese Aufnahme war einer der Hauptauslöser der sogenannten „Afera taśmowa“ (Bandaffäre), aufgrund welcher Mojzeszowicz am 23. Oktober 2006 von seinem Amt als Staatssekretär der Kanzlei des Ministerpräsidenten zurücktreten musste. Am 25. Oktober 2006 bedachte die Sejm-Kommission für Abgeordneten-Ethik den Abgeordneten wegen seiner Verstrickung in diese Affäre mit einem Verweis.